# 平田博則
平田 博則（ひらた ひろのり、1926年（大正15年）6月20日 - 2024年（令和6年）2月11日）は、日本の数学者、昭和薬科大学名誉教授。囲碁のアマチュア強豪として知られる。アマ四強 (囲碁)と呼ばれる一人。福岡県出身、東京都福生市在住。

## 経歴
福岡県大刀洗生まれ。小学2年の時に一家で上京し、荒川区その後大田区蒲田に移って本屋を始め、囲碁好きの父の影響で碁を覚えた。大森の私立東京中学校に通ううちに囲碁に熱中し、増淵辰子門下の吉原一郎準棋士に指導を受けて二年ほどで二子に上達、15歳の時に増淵辰子の紹介で日本棋院院生となる。1942年の入段試験で岩田正男（岩田達明）らとともに初段を認められるが、戦争のために囲碁を打つ状況ではなかった。中学卒業後は東京高等師範学校理科に入学、しかし空襲で家も学校の遼も焼け出され、日光の古河製銅所で終戦を迎える。戦後1947年に東京文理科大学数学科入学・、1952年に卒業して成蹊高校教師となる。下宿先の駒場の農学者末松直次邸での碁会で腕を磨き、当時早稲田大学学生の村上文祥とも渡り合った。1955年の第1回アマチュア本因坊戦で優勝し、アマチュアで初の六段位を獲得。その度もアマチュア棋戦で活躍し、菊池康郎、村上文祥、原田実とともにアマ四強と呼ばれる。1976年、安永一とアマ四強に、「アマチュア初の七段位」が日本棋院から贈られた。
1967年から昭和薬科大学に勤務、1968年助教授、その後教授としてコンビナトリックスを研究。早稲田大学講師も務める。
全日本アマチュア本因坊戦4回優勝（名誉アマチュア本因坊）。朝日アマ囲碁十傑戦5回優勝。世界アマチュア囲碁選手権戦 日本代表決定戦8回優勝。1995年、世界アマチュア囲碁選手権戦で、69歳の史上最年長で優勝。2011年には84歳で出場し、5位の成績となった。
1996年に昭和薬科大学を定年退官し名誉教授となる。
2002年、囲碁普及の功労者の一人として第32回大倉喜七郎賞を受賞。
2010年に名誉アマチュア本因坊の称号が贈られた。過去４回以上の優勝者の菊池康郎、原田実、三浦浩、中園清三、平田博則の５名が主催の毎日新聞社より顕彰を受けた。
2024年2月11日、肺炎のため東京都福生市の病院で死去。97歳没。